# 4386 Lüst
4386 Lüst là một tiểu hành tinh vành đai chính với chu kỳ quỹ đạo là 2047.5231255 ngày (5.61 năm).
Nó được phát hiện ngày 16 tháng 9 năm 1960.